# Кулмакса
 Кулмакса  (тат. Колмакчы) — село в Нижнекамском районе Татарстана. Входит в состав Елантовского сельского поселения.

## География
Находится в центральной части Татарстана, на правом притоке реки Шешма, в 75 км к юго-западу от районного центра — города Нижнекамска.

## История
Известно с 1680 года.
В XVIII — первой половине XIX века жители относились к сословию государственных крестьян. Занимались земледелием, разведением скота. 
По сведениям переписи 1897 года, в деревне Кулмакса (Атнашево) Чистопольского уезда Казанской губернии жили 867 человек (415 мужчин и 452 женщины), из них 449 православных, 418 мусульман.
В начале XX века здесь действовали соборная мечеть, 2 мельницы, 3 бакалейные лавки. В этот период земельный надел сельской общины составлял 831 десятину. 
До 1920 года село входило в Старо-Шешминскую волость Чистопольского уезда Казанской губернии. С 1920 года в составе Чистопольского кантона ТАССР. С 10.08.1930 в Новошешминском, с 22.09.1956 в Шереметьевском, с 01.02.1963 в Чистопольском, с 26.04.1983 в Новошешминском, с 03.07.1984 в Нижнекамском районах.

## Население
| 1859 | 1897 | 1908 | 1920 | 1926 | 1949 | 1958 | 1979 | 1989 | 2002 |
| ---- | ---- | ---- | ---- | ---- | ---- | ---- | ---- | ---- | ---- |
| 1004 | 867  | 1106 | 1156 | 449  | 717  | 664  | 625  | 405  | 433  |

Национальный состав села — татары (66%).

## Экономика
Сельское хозяйство со специализацией на полеводстве, молочном скотоводстве.

## Инфраструктура
В селе действуют неполная средняя школа, дом культуры, библиотека.

## Религия
В селе действует мечеть.